# Jaloers (lied)
Jaloers is een lied van de Nederlandse rapper Bilal Wahib. Het werd in 2020 als single uitgebracht en stond in 2021 als dertiende track op het album El mehdi.

## Achtergrond
Jaloers is geschreven door Carlos Vrolijk, Shafique Roman, Rushan West, Brahim Fouradi en Bilal Wahib en geproduceerd door Project Money en Shafique Roman. Het is een nummer uit het genre nederhop. In het lied zingt de liedverteller over een vrouw, die de enige is die bij de liedverteller een gevoel van jaloezie kan veroorzaken als zij met een ander praat. Verder wordt er gezongen wat met haar wil doen en waarom dat zo is. De bijbehorende videoclip, die is opgenomen in Marbella, ging in primeur bij een drive-in bioscoop.

## Hitnoteringen
De rapper had succes met het lied in Nederland. Het piekte op de 34e plaats van de Single Top 100 en stond vier weken in deze hitlijst. De Top 40 werd niet bereikt; het lied bleef steken op de eerste plaats van de Tipparade.